# Tomoyuki Yamashita
Tomoyuki Yamashita (Japans: 山下 奉文, Yamashita Tomoyuki) (Otoyo (Prefectuur Kochi), 8 november 1885 - Manilla, 23 februari 1946) was een generaal van het Japanse Keizerlijke Leger tijdens de Tweede Wereldoorlog. Hij werd het meest bekend door de verovering van de Britse kolonies Malaya en Singapore, die hem de bijnaam "Tijger van Malaya" opleverde. Eerder was hij betrokken geweest bij het Marco Polobrugincident.
Singapore werd door zware kustbatterijen verdedigd, maar Yamashita deed wat de Britten niet hadden verwacht: hij trok dwars door de jungle om de stad vanaf de landzijde aan te vallen. Na zijn verlies tijdens de Slag om Manilla vocht hij door tot de laatste dag van de oorlog. Hij weigerde seppuku en gaf zich op 2 september 1945 over aan de geallieerden. Hij motiveerde dit besluit met de woorden: "Als ik zelfmoord pleeg, moet iemand anders deze schande dragen".

## Berechting
Van 29 oktober tot 7 december 1945 werd Generaal Yamashita door een Amerikaans militaire commissie wegens oorlogsmisdaden berecht voor zijn vermeende aandeel in wat bekend zou worden als het Bloedbad van Manilla. Hierbij brachten tussen 4 februari en 3 maart 1945 19.000 Japanse militairen, die in de Filipijnse hoofdstad Manilla door de Amerikanen waren omsingeld, meer dan 100.000 burgers op vaak gruwelijke wijze om het leven. Ook werd hij berecht voor oorlogsmisdaden tijdens de gevechten in Malakka en Singapore.
De snelheid van de rechtsgang leverde veel kritiek op. Tijdens het proces bleek dat er gegronde aanwijzingen waren dat Yamashita, die om bloedvergieten te voorkomen zijn troepen in Manilla eerder juist had bevolen zich terug te trekken, niet op de hoogte van de misdaden was geweest. Bovendien had hij tijdens de Amerikaanse aanval op Manilla zijn troepen niet of nauwelijks kunnen leiden, doordat de verbindingen daarmee juist als gevolg van dat offensief waren verbroken. Daarnaast waren de meeste wreedheden begaan door troepen die niet onder Yamashita's bevel stonden, maar onder dat van Sanji Iwabuchi, viceadmiraal van de Japanse Keizerlijke Marine. Desondanks werd Yamashita ter dood veroordeeld.

## Executie
De verdediging van Yamashita ging in beroep bij het Hooggerechtshof van de Filipijnen en het Amerikaanse Hooggerechtshof, maar zonder resultaat. President Truman weigerde een gratieverzoek in behandeling te nemen en liet de zaak over aan generaal MacArthur, de opperbevelhebber van de Amerikaanse strijdkrachten in het Verre Oosten. MacArthur bevestigde het vonnis van de militaire commissie. Op 23 februari 1946 werd Yamashita in Los Banos Prison Camp bij Manilla opgehangen.

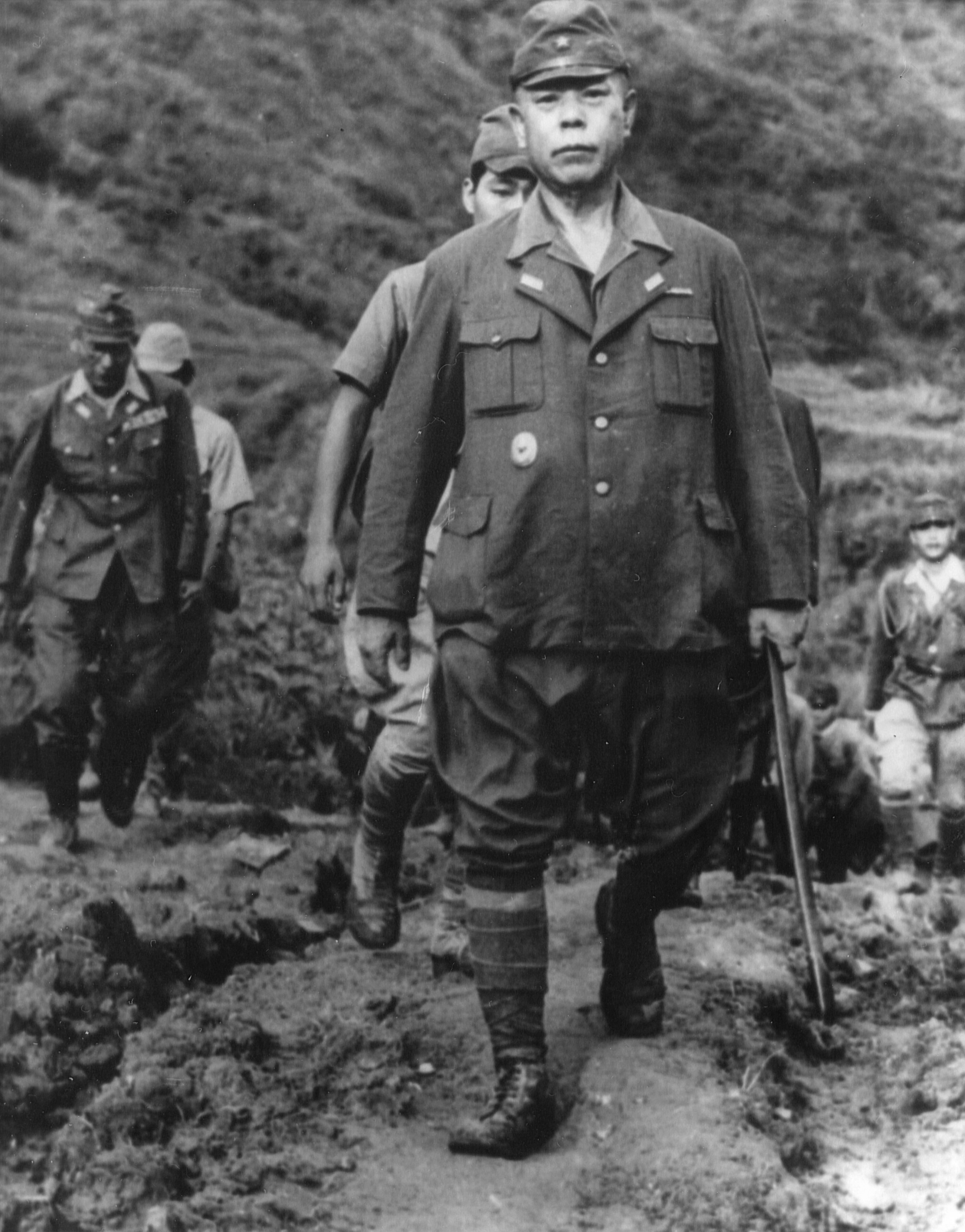
De Tijger van Malaya geeft zich over

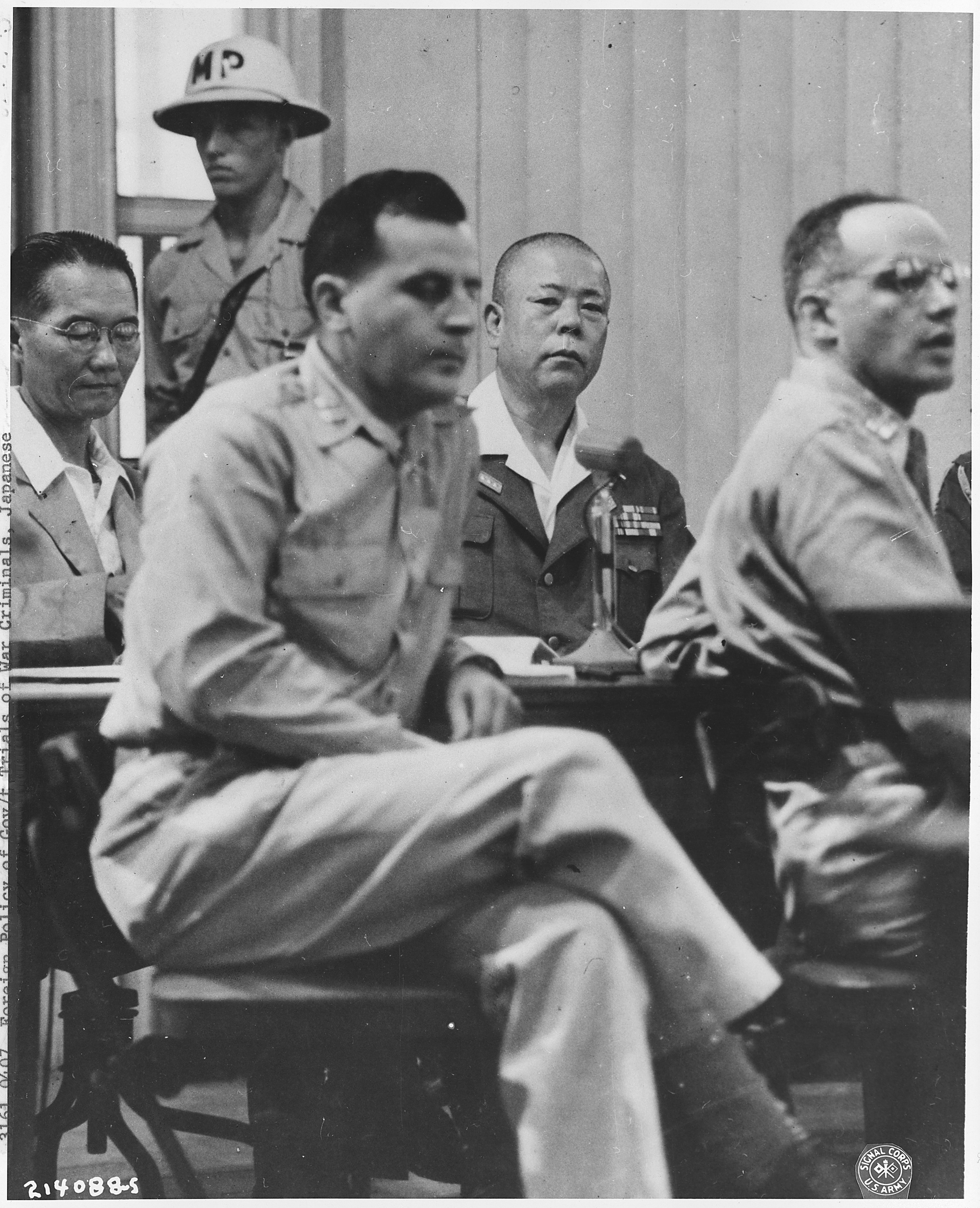
Tijdens zijn proces (tweede van rechts) in Manilla

## Militaire loopbaan
- Tweede luitenant (少尉 Shōi]), Japanse Keizerlijke Leger: juni 1906
- Eerste luitenant (中尉 Chūi), Japanse Keizerlijke Leger: december 1908
- Kapitein (rang) (大尉 Taii), Japanse Keizerlijke Leger: mei 1916
- Majoor (少佐 Shōsa), Japanse Keizerlijke Leger: februari 1922
- Luitenant-kolonel (中佐 Chūsa), Japanse Keizerlijke Leger: augustus 1925
- Kolonel (大佐 Taisa), Japanse Keizerlijke Leger: augustus 1929
- Generaal-majoor (少将 Shōshō), Japanse Keizerlijke Leger: augustus 1934
- Luitenant-generaal (中将 Chūjō), Japanse Keizerlijke Leger: november 1937
- Generaal (大将 Taishō), Japanse Keizerlijke Leger: februari 1943

## Decoraties
- Grootlint in de Orde van de Gouden Wouw
- Orde van de Rijzende Zon